# The Transformers: The Movie
The Transformers: The Movie – film animowany bazujący na popularnej animowanej serii The Transformers z 1984 roku. Jego premiera w Ameryce odbyła się 8 sierpnia 1986 roku. Reżyserem filmu był Nelson Shin, który produkował także serial telewizyjny.

## Fabuła
Akcja filmu dzieje się 20 lat po wydarzeniach z drugiego sezonu G1 i jest mostem pomiędzy 2 a 3 sezonem G1. Użycie mocnego rockowego soundtracku zdecydowanie dodało mroczności filmowi, której nie posiadała seria telewizyjna. Decepticony w filmie stały się bardziej bezwzględne. W filmie napotykamy wiele walk, w których wielu głównych bohaterów ponosi śmierć. Główne hasło filmu brzmi: Beyond Good. Beyond Evil. Beyond Your Wildest Imagination.
Akcja filmu rozgrywa się w roku 2005. Trwająca od milionów lat wojna domowa pomiędzy Autobotami a Decepticonami teoretycznie zbliża się do końca. Ich siły się wyrównały, Autoboty wypędziły Decepticony z Ziemi i zbudowały na niej swoje miasto. Teraz planują odbicie macierzystej planety, Cybertron, z rąk wrogów. By zrealizować ten cel, powstały dwa księżyce wokół niej. Atak uniemożliwiała jednak niedostateczna ilość energonu, którego zapas znajdował się w Autobot City. Słabość tę wykrył Laserbeak, po jego raporcie Decepticony dyskretnie zdobyły statek mający uzupełnić braki. Plan zakładał dostanie się do ziemskiej bazy, omijając system bezpieczeństwa. Podstęp nie udał się, gdyż wykrył go Hot Rod. Choć Decepticony zwyciężyły, niwecząc wszelkie plany wroga, zabijając m.in. Optimusa Prime'a, w wyniku poważnych błędów w dowodzeniu poniosły poważne straty.
Megatron staje się ofiarą zamachu stanu. Razem z kilkoma rannymi, wyrzucony przez Starscreama w przestrzeń kosmiczną, staje się sługą Unicrona w nowej formie, dając mu do wyboru śmierć lub niewolę. Tak powstali m.in. Cyklonus i Scourge. Celem było zdobycie Matrycy Przywództwa Autobotów, jedynej rzeczy, która mu zagrażała. Jako Galvatron powrócił na Cybertron, by zabić Starscreama i odzyskać władzę, czyniąc przy tym Decepticony własnością swego pana. Następnie udał się na Ziemię, gdyż Matrycę Prime przekazał na łożu śmierci Ultra Magnusowi. Resztki miasta zostały zrównane z ziemią, a Autoboty, uciekając, przypadkiem rozdzieliły się na planetach Quintessa (Cup, Hot Rod i Dinoboty) i Junkion (pozostali wraz z Matrycą). Na pierwszej planecie poddano ich pseudoprocesowi Quintessonów, który zawsze kończył się śmiercią ofiar. Uwolnieni przez Dinoboty, przyłączają się do towarzyszy na Junkion, ale Galvatron zdobył Matrycę, zabijając Ultra Magnusa. Gdy Springer, Arcee, Daniel i Bluur zostali potem zaatakowani przez mieszkańców Junkionu, na ratunek w ostatniej chwili przybył Hot Rod i Kup z Dinobotami. Ultra Magnus został poskładany z powrotem, a następnie wszyscy polecieli na Cybertron, aby powstrzymać Unicrona i Galvatrona. Doszło do wielkiej bitwy, w której Hot Rod walczył z Galvatronem i, dzięki mocy Matrycy Przywództwa, zamienił się w Rodimusa Prime i pokonał Galvatrona. Rodimus zdołał otworzyć Matrycę i tym samym zniszczyć Unicrona.

## Dystrybucja VHS
Film wydano w Polsce na kasecie VHS z polskim lektorem.
- Dystrybucja: ITI Home Video[1]
- Tekst: Elżbieta Kowalska
- Lektor: Janusz Szydłowski

## Soundtrack
- 1. The Touch (Stan Bush)
- 2. Instruments of Destruction (N.R.G.)
- 3. Death of Optimus Prime (Vince DiCola)
- 4. Dare (Stan Bush)
- 5. Nothin's Gonna Stand in Our Way (Spectre General aka Kick Axe)
- 6. The Transformers (Theme) (Lion)
- 7. Escape (Vince DiCola)
- 8. Hunger (Spectre General aka Kick Axe)
- 9. Autobot/Decepticon Battle (Vince DiCola)
- 10. Dare to Be Stupid („Weird Al” Yankovic)

## Obsada głosowa
| Aktor            | Postać                                                          |
| ---------------- | --------------------------------------------------------------- |
| Norm Alden       | Kranix                                                          |
| Jack Angel       | Astrotrain                                                      |
| Michael Bell     | Prowl \| Swoop \| Scrapper \| Junkion                           |
| Gregg Berger     | Grimlock                                                        |
| Susan Blu        | Arcee                                                           |
| Arthur Burghardt | Devastator                                                      |
| Corey Burton     | Spike \| Brawn \| Shockwave                                     |
| Roger C. Carmel  | Cyclonus \| Quintesson Leader                                   |
| Victor Caroli    | Narrator                                                        |
| Rege Cordic      | Quintesson Judge                                                |
| Peter Cullen     | Optimus Prime \| Ironhide                                       |
| Scatman Crothers | Jazz                                                            |
| Bud Davis        | Dirge                                                           |
| Paul Eiding      | Perceptor                                                       |
| Ed Gilbert       | Blitzwing                                                       |
| Dan Gilverzan    | Bumblebee                                                       |
| Eric Idle        | Wreck-Gar                                                       |
| Buster Jones     | Blaster                                                         |
| Stan Jones       | Scourge                                                         |
| Casey Kasem      | Cliffjumper                                                     |
| Chris Latta      | Starscream                                                      |
| David Mendenhall | Daniel                                                          |
| John Moschitta   | Blurr                                                           |
| Judd Nelson      | Hot Rod                                                         |
| Leonard Nimoy    | Galvatron                                                       |
| Hal Rayle        | Shrapnel                                                        |
| Clive Revill     | Kickback                                                        |
| Neil Ross        | Bonecrusher \| Hook \| Springer \| Slag                         |
| Robert Stack     | Ultra Magnus                                                    |
| Lionel Stander   | Kup                                                             |
| Frank Welker     | Megatron \| Soundwave \| Rumble \| Frenzy \| Wheelie \| Junkion |
| Orson Welles     | Unicron                                                         |

## Dodatkowe informacje
- Reżyserem filmu był Nelson Shin, który produkował także serial telewizyjny Transformers.
- Użyczenie głosu Unicronowi było ostatnim przejawem działalności artystycznej Orsona Wellesa, gdyż zmarł on niedługo później. Nie dożył premiery filmu.
- Spectre General to nazwa, która została użyta wyłącznie na potrzeby filmu. Zespół pierwotnie nazywa się Kick Axe, jednak nazwa została zmieniona, bo wydawała się zbyt brutalna. Zespołu o tym nie poinformowano.